# Paratyndaris coursetiae
Paratyndaris coursetiae är en skalbaggsart som beskrevs av Fisher 1919. Paratyndaris coursetiae ingår i släktet Paratyndaris och familjen praktbaggar. Inga underarter finns listade i Catalogue of Life.